# Denver (Colorado)
Denver az Amerikai Egyesült Államok Colorado tagállamának fővárosa és egyben legnépesebb települése. A Közép-nyugati régió egyik jelentős gazdasági központja. A várost nyugatról a Sziklás-hegység keleti vonulatai határolják. A South Platte folyó a városon halad át, majd a déli városhatárt követően három részre szakad. A hegyi-időzónába esik (MST; UTC-7) pontosan a nyugati hosszúság 105. fokán.
Denver lakossága a 2010-es népszámlálás szerint meghaladta a 600 000 főt, ezzel a 24. legnépesebb USA-beli város lett. 800 kilométeres körzetben nem található hasonlóan nagy város. Lakossága az elővárosokkal meghaladja a 4 000 000 főt.

## Történelem
Denvert 1858 novemberében alapította William Larimet tábornok mint bányavárost. A következő év nyarán egy csoport nyugatra tartó önjelölt aranyásó telepedett meg az akkor még pár házból álló helyen, azonban ők ott is maradtak, így ők voltak a város első lakosai, betelepülői. Ekkor a város rohamos fejlődésnek indult. A telepesek felismerték, hogy a környező hegységekben lévő ércek igen jól bányászhatóak, így sokan közülük hamar belefogtak a bányászati termékek kereskedelmébe. Larimet tábornok katonai pályája előtt ingatlanspekulánsként dolgozott, így a növekvő város újonnan keletkezett ingatlanait igen hamar értékesítette a nyugatra haladó bányászok részére. Ennek köszönhetően Denver egy tipikus vadnyugati város lett: házak, szalonok, bárok, szerencsejáték. 1880 és 1895 között - a fokozatosan terjedő szerencsejátéknak köszönhetően - drasztikusan megnőtt a korrupció. Olyannyira elfajult a helyzet, hogy már a választásokat is felügyelni kellett a várost járó bandák miatt. 1893-ban az ezüst ára hirtelen nagyon mélyre zuhant, ami miatt a városon általános depresszió lett úrrá.
1900-ban a lakosság száma olyan magas volt, hogy a középnyugaton Denver lett a harmadik legnépesebb város (Los Angeles és San Francisco után). 1901-ben a Coloradoi Közgyűlés ülésén hivatalosan is várossá nyilvánították Denvert, ez azonban csak 1902 végén vált jogerőssé. A 20. század első éveiben megtelepedett a Renault is, további munkahelyeket és növekedést biztosítva. 1970-ben egy nagy döntés érte a várost: Denver rendezheti meg az 1976-os téli olimpiai játékokat. Manapság a város nyugati részén elterjedőben van a mezőgazdaság és az ipar.

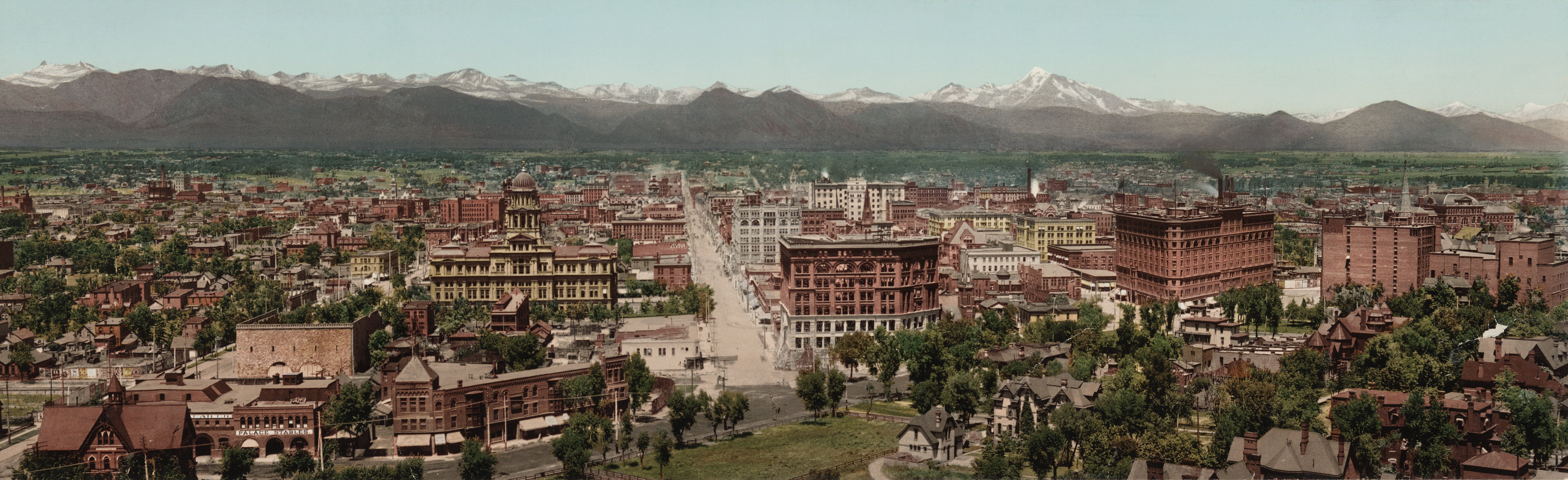
A város 1898-ban

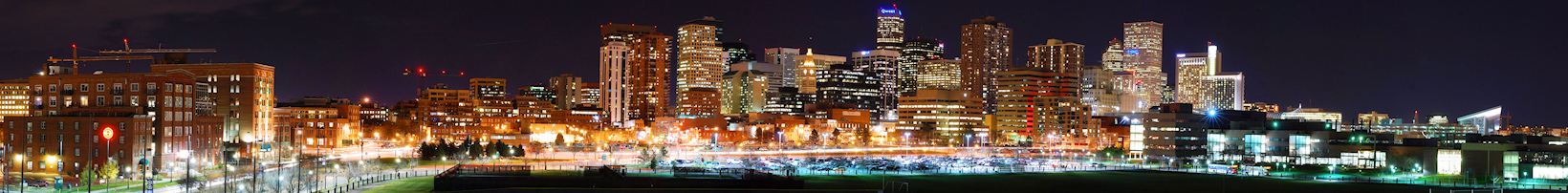
Panorámakép a városról (2007)

## Földrajz

### Időjárás

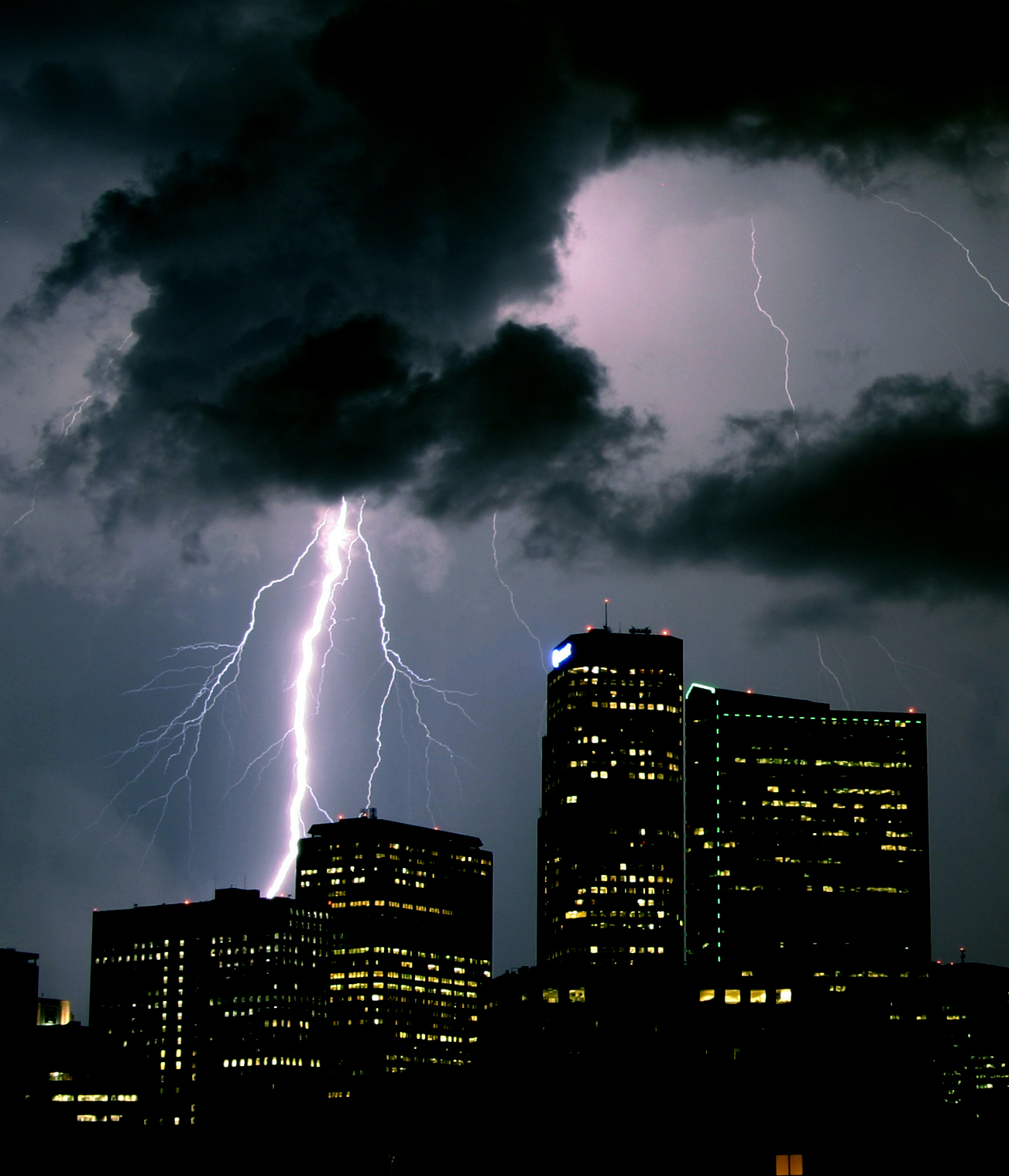
Villámlás a város fölött

Denver és környéke félszáraz, kontinentális éghajlatú terület. A Magas-Alföld nyugati, a Sziklás-hegység keleti részénél fekszik. Noha a hegyvidéki terület miatt általában enyhe idő van, ám az időjárás igen csak kiszámíthatatlan. Az éves átlagos középhőmérséklet 10 °C, az átlagos csapadékmennyiség pedig 402 mm. A tél igen elhúzódó; az első hó általában már október közepén leesik, és egészen április közepe-végéig megmarad a télies idő. Egyszerre átlagosan 29,7 mm hó hullik. Az év közel 300 napján zavartalanul süt a nap; az éves napsütötte órák száma 3 100. Denverben nem ritkák a nagy hózáporok, azonban az összefüggő hó ritkán marad meg hosszabb ideig, ugyanis az enyhe idő miatt igen hamar elolvad. Az eddig mért legalacsonyabb hőmérséklet -34 °C (1875. január 9.), míg a legmagasabb 41 °C volt. A tavasz és az ősz rendkívül csapadékos, viharos, a nyár azonban forró és száraz. Nyáron az átlagos hőmérséklet 31-34 °C. Jellemzőek a hirtelen lecsapódó nagy viharok, amelyek csupán pár percig tartanak.
| Hónap                         | Jan. | Feb. | Már. | Ápr. | Máj. | Jún. | Júl. | Aug. | Szep. | Okt. | Nov. | Dec. | Év   |
| ----------------------------- | ---- | ---- | ---- | ---- | ---- | ---- | ---- | ---- | ----- | ---- | ---- | ---- | ---- |
| Átlagos max. hőmérséklet (°C) | 7,3  | 8,2  | 12,3 | 16,4 | 21,7 | 27,8 | 31,5 | 30,1 | 25,3  | 18,5 | 11,6 | 6,6  | 18,2 |
| Átlagos min. hőmérséklet (°C) | −7,5 | −6,3 | −2,4 | 1,6  | 6,9  | 11,9 | 15,2 | 14,3 | 9,1   | 2,4  | −3,4 | −8,0 | 2,9  |
| Átl. csapadékmennyiség (mm)   | 12   | 12   | 33   | 44   | 58   | 41   | 52   | 52   | 27    | 27   | 21   | 16   | 394  |
| Havi napsütéses órák száma    | 213  | 211  | 254  | 276  | 291  | 315  | 325  | 306  | 273   | 248  | 195  | 195  | 3102 |
| Forrás: NOAA                  |      |      |      |      |      |      |      |      |       |      |      |      |      |

### Városszerkezet

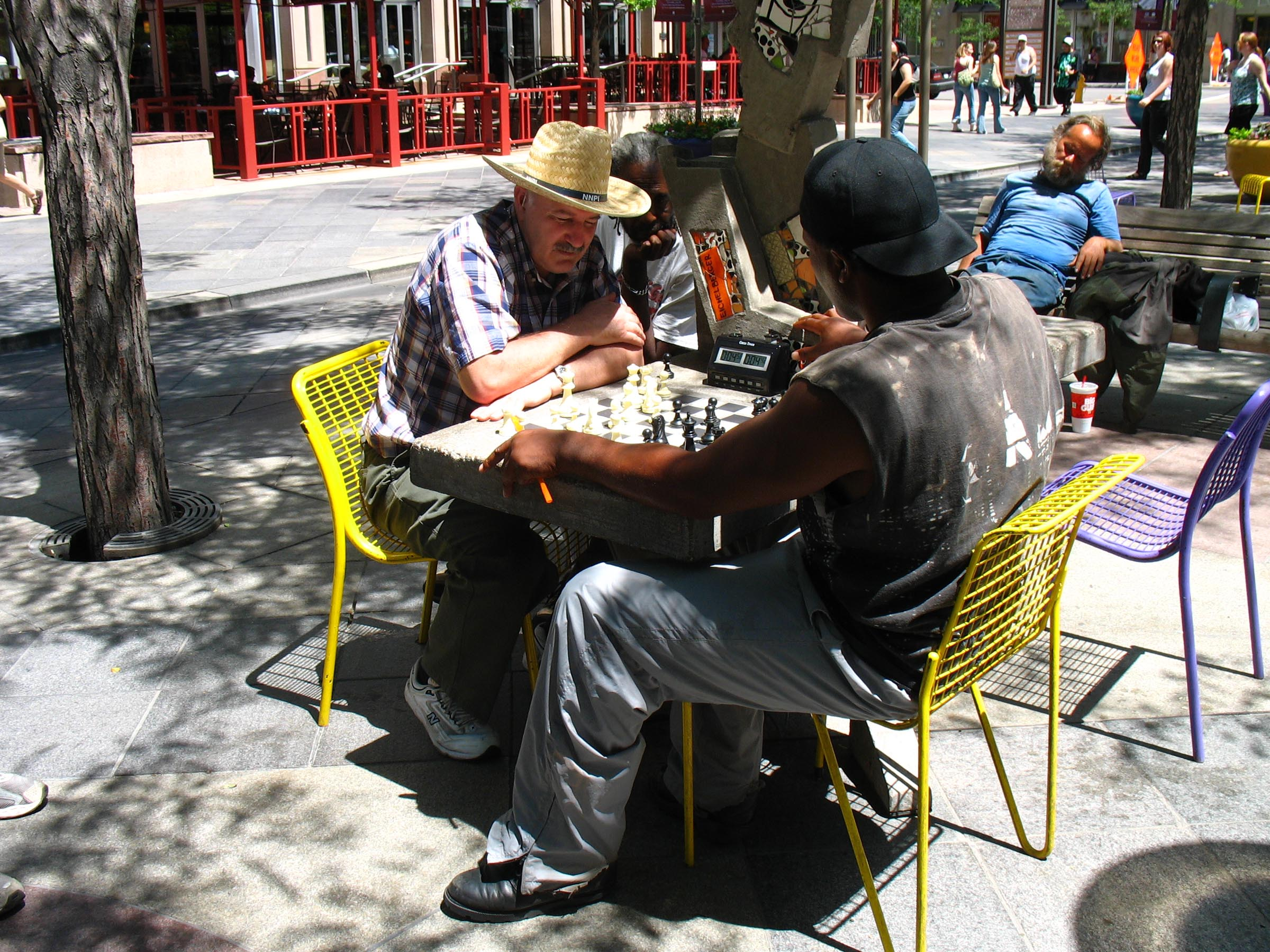
Sakkozók a 16. utcán

A város több mint 80 közigazgatási területtel áll szomszédságban, amelyek nem összetévesztendőek a kül- illetve elővárosokkal. A bel- és külvárosi részekben egyaránt megtalálhatóak a felhőkarcolók valamint a modern- és régi házak. Jellemző, hogy a belvárosi épületek nagy része téglából épült. A külvárosok csak a második világháborút követően kezdtek kiépülni szépen fokozatosan, elsősorban modern építőanyagokból. Valamennyi városrészben találhatóak parkok és egyéb rekreációs területek. A legújabb koncepció alapján bizonyos területeken megpróbálják majd újjáépíteni a korábbi városszerkezetet, de a kezdeményezés igen lassan halad az egyre növekvő lakosság miatt.
A város 1858-as alapításakor a terület nem volt több, mint egy nagy pusztaság alig pár házzal és számtalan nyár- illetve fűzfával. 2006-ban a parkok száma meghaladta a 200-at; közülük a legnagyobb a városközpontban található, területe 1,3 km². 29 jelentős rekreációs központtal rendelkezik. Az újkori parkosítási programnak köszönhetően Denver 2001-ben elnyerte a Rudy Burner díj ezüstérmét.

## Demográfia

Denver lakosságának 2000-es korfája

A 2008-as népszámlálás alapján a város lakossága 598.707 fő volt, amely 2010-re (becsült adatok alapján) 600.158 főre emelkedett. A háztartások száma 250.906 volt, a népsűrűség 676 fő/km².
A lakosság etnikai összetétele:
- Fehér bőrű: 74,1%
- Fekete illetve Afroamerikai: 9,6%
- Bennszülött: 1,1%
- Ázsiai: 3,3%
- Hawaii: 0,1%
- Egyéb: 9,2%

A spanyol ajkúak a lakosság 34,1%-át, míg a mexikóiak 31,2%-át teszik ki. Ennek egyik oka az, hogy a lakosság mindössze 70,3%-a beszéli az angolt anyanyelvként. További 23,5%-a a spanyol, míg a fennmaradó rész egyéb európai nyelveket használ.
A lakosság 22%-a 18 éves vagy fiatalabb, közülük 34,7%-a olyan házasságból született gyermek, ahol a szülők még mindig együtt vannak, 10,8%-ukat csak az egyik szülő neveli, míg 50,1%-uk házasságon kívül született. 10,7%-a a lakosságnak 18 és 24 év közötti, 36,1%-a 25 és 44 év közötti, 20%-a 45 és 64 év közötti, 11,3%-a pedig 65 év feletti. Az átlagéletkor 33 év; minden 100 nőre 102,1 férfi jut. Egy átlagos család 3 főből áll.
Egy átlag család bevétele 41,767 $. A teljes lakosság 14,3%-a él a létminimum alatt, közülük minden ötödik 18 évnél fiatalabb gyermek.

## Média

### Televízió
Denverben és elővárosaiban az alábbi helyi adók sugároznak:
- KWGN, 2-es csatorna
- KCNC, 4-es csatorna (tulajdonosa: CBS)
- KRMA, 6-os csatorna
- KMGH, 7-es csatorna (tulajdonosa: ABC)
- KUSA, 9-es csatorna, (tulajdonosa: NBC)
- KBDI, 12-es csatorna
- KDEN, 25-ös csatorna
- KDVR, 31-es csatorna (tulajdonosa: FOX)
- KCEC, 50-es csatorna
- KETD, 53-as csatorna

### Rádió
A városban több mint 40 helyi rádióállomás sugároz műsort, többségük a nap 24 órájában.
| "Hívójel" | Frekvencia | Tematika             |
| --------- | ---------- | -------------------- |
| KALC      | 105.9 FM   | Mindennapi slágerek  |
| KBJD      | 1650 AM    | Spanyol nemzetiségi  |
| KBNO      | 1280 AM    | Spanyol nemzetiségi  |
| KBPI      | 106.7 FM   | Rock                 |
| KCFR      | 1340 AM    | Nyilvános állomás    |
| KCFR      | 90.1 FM    | Nyilvános állomás    |
| KGNU      | 1390 AM    | Nyilvános állomás    |
| KHOW      | 630 AM     | Hírek                |
| KIMN      | 100.3 FM   | Mindennapi slágerek  |
| KLVZ      | 1220 AM    | Spanyol nemzetiségi  |
| KLZ       | 560 AM     | Hírek                |
| KNUS      | 710 AM     | Hírek                |
| KOA       | 850 AM     | Hírek                |
| KOSI      | 101.1 FM   | Mindennapi slágerek  |
| KPOF      | 910 AM     | Vallás               |
| KPTT      | 95.7 FM    | Városi (Urban) zenék |
| KQMT      | 99.5 FM    | Klasszikus rock      |
| KRFX      | 103.5 FM   | Klasszikus rock      |
| KRKS      | 990 AM     | Vallási              |
| KRWZ      | 950 AM     | Örökzöldek           |
| KUVO      | 89.3 FM    | Jazz                 |
| KVOD      | 88.1 FM    | Komolyzene           |
| KWOF      | 92.5 FM    | Country              |
| KXKL      | 105.1 FM   | Örökzöldek           |
| KYGO      | 98.5 FM    | Country              |

### Újság
A városnak saját (helyi) napilapja nemigen van, mivel 2001 és 2009 között az akkori két legnagyobb kiadó belebukott az egymás közti rivalizálásba. Ennek köszönhetően újfajta napilapok láttak napvilágot. Ezek közül a legnagyobbak:
- Westword
- Denver Daily News
- The Onion and Out Front Colorado

## Közlekedés

### Közúti

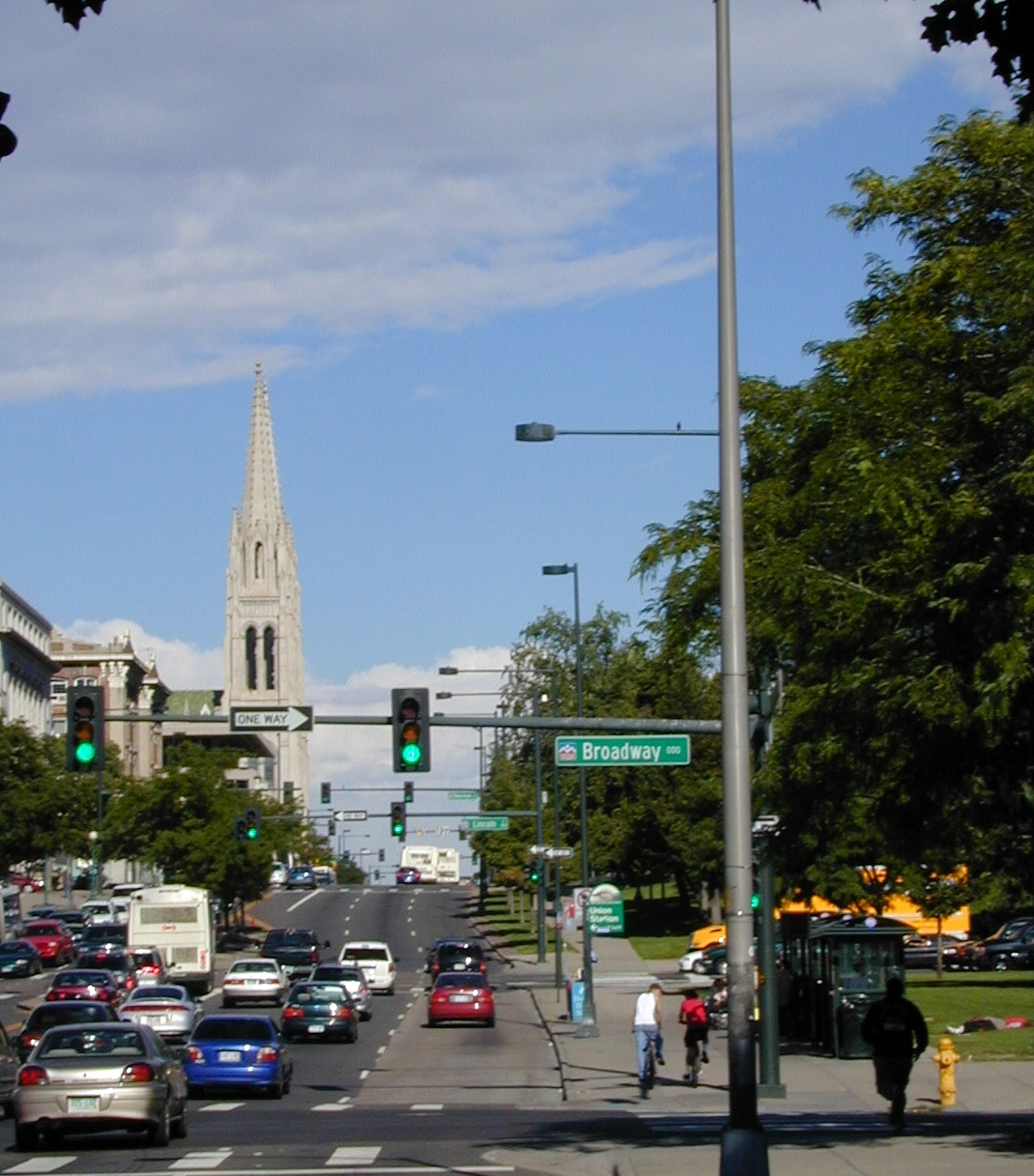
Colfax Avenue

Denver utcaszerkezete (pár kivételtől eltekintve) sakktábla-szerkezetű. Ez alól csak a főutak és az autópályák képeznek kivételt. Észak-dél irányban a 25-ös, míg kelet-nyugat irányban a 70-es államközi autópályák érintik a várost. A városközponttól északkelet irányba indul a 76-os államközi.
A városban több mint 850 mérföldnyi kerékpárút-hálózat található, amelyek keresztül-kasul átszelik a várost. Számos ponton található kerékpár-kölcsönző, az összes kölcsönözhető biciklik száma meghaladja a 400 darabot, ezzel az első helyen áll az országban.
Jelentősebb útvonalak, amelyek érintik a várost: , , , , ; , 

### Tömegközlekedés

#### Helyi

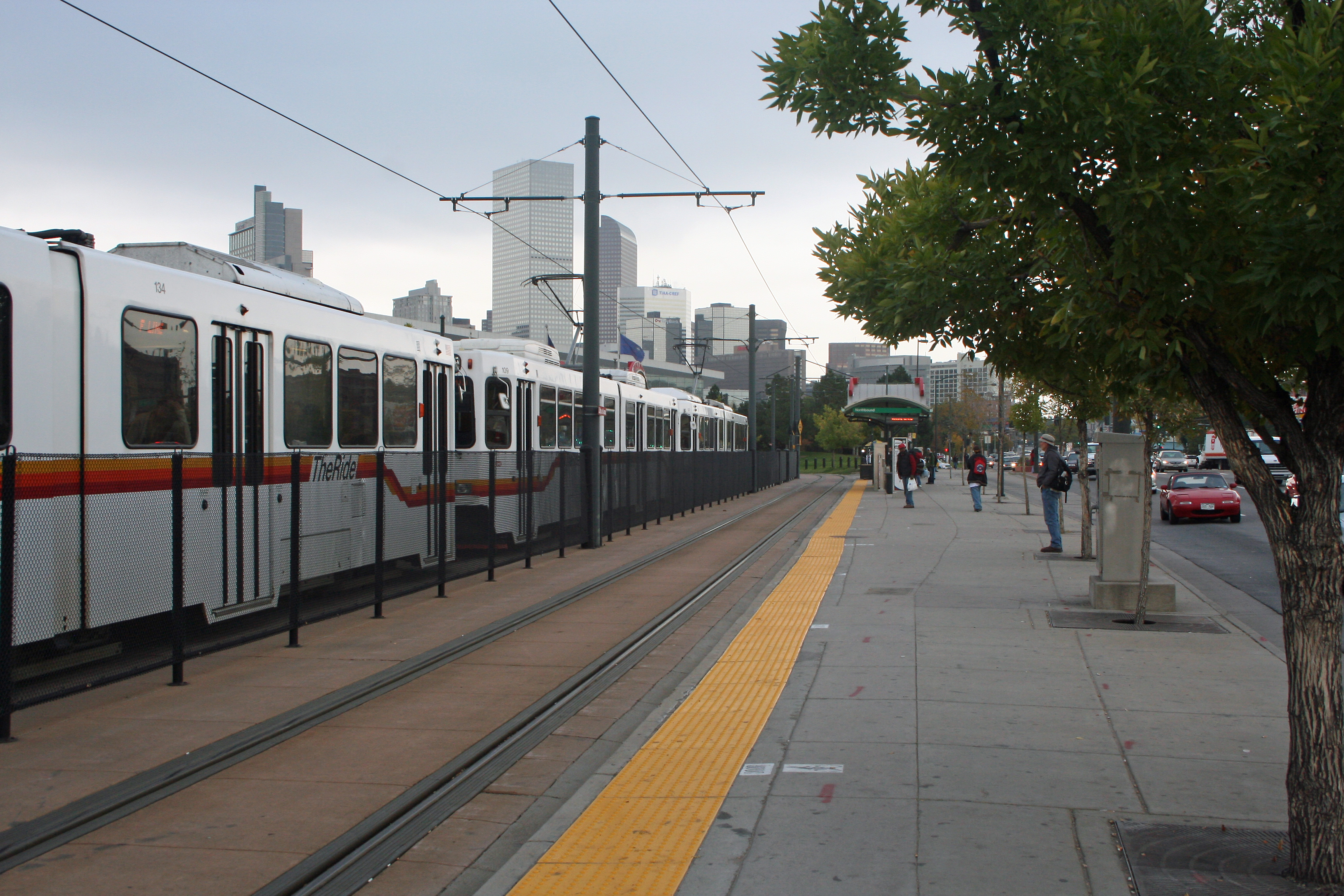
Colfax Avenue

A város tömegközlekedését a Regional Transportation District (RTD) látja el. Több mint 1000 autóbusszal és 10 000 megállóval a régió legfejlettebb autóbusz-hálózatát üzemelteti, emellett 5 helyiérdekűvasutat is üzemeltet 56 kilométeren, amelyeken összesen 36 állomás található. Naponta átlagosan 313 000 utast szállítanak. A vonatok érdekességei, hogy a városon kívül vonatként, míg a belvárosban villamosként közlekednek.
Az öt helyiérdekűvasút-vonal:
- C: Union Station - Littleton/Mineral
- D: 30th & Downing – Littleton/Mineral
- E: Union Station – Lincoln
- F: 18th & California/18th & Stout – Lincoln
- H: 18th & California/18th & Stout - Nine Mile

#### Távolsági
A város vasútállomása a Union Station, amely a Chicago - Denver - San Francisco fővonalon fekszik. Naponta 1 Amtrak járatpár érinti mindkét irányba (személyszállítás tekintetében). Jelentős teherforgalmat bonyolít, emellett valamennyi RTD-vonal végállomása.
A Greyhound-állomás (távolsági busz) Denver belvárosában található. Innen a szélrózsa minden irányába indulnak járatok naponta akár többször is, de más busztársaságok is előszeretettel használják ezt az állomást, elsősorban az elhelyezkedése miatt.

### Oktatás
A város oktatási intézményeibe 73 000 diák jár; 88 általános iskola, 17 középiskola és 14 gimnázium található. A város legrégibb iskoláját 1859-ben alapították. A város első felsőoktatási intézménye az Állami Egyetem (University of Colorado) volt, amelyet 1864-ben alapítottak. Ezen kívül azóta rengeteg új egyetem és főiskola született, amelyek a képzések legszínesebb palettáját vonultatják fel a hallgatók előtt:
- University of Denver

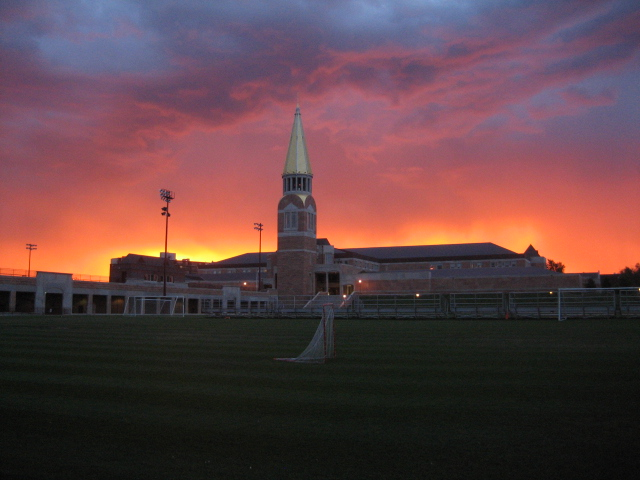
Az Állami Egyetem

- Metropolitan State College of Denver
- University of Colorado Denver
- Johnson & Wales University
- Saint John Vianney Theological Seminary
- Regis University
- Community College of Denver
- Heritage College
- National American University
- Yeshiva Toras Chaim Talmudical Seminary
- Iliff School of Theology
- Denver Seminary
- The Art Institute of Colorado
- Lincoln College of Technology
- Rocky Mountain College of Art and Design
- The College For Financial Planning
- Colorado Technical University
- Colorado Heights University

### Kultúra
A város legfőbb nevezetességei:
- 16. utcai bevásárlóközpont

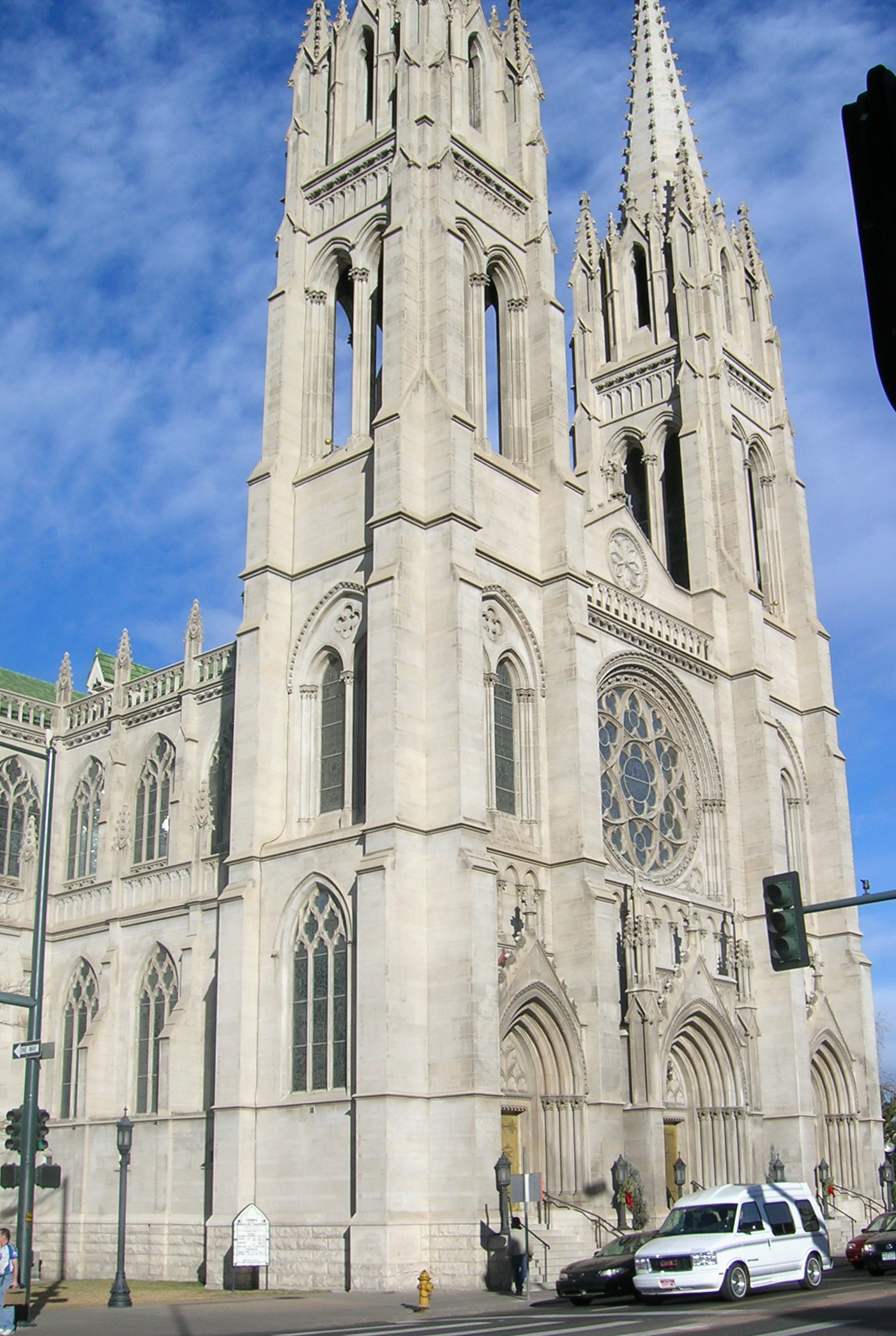
A Szeplőtelen fogantatás temploma

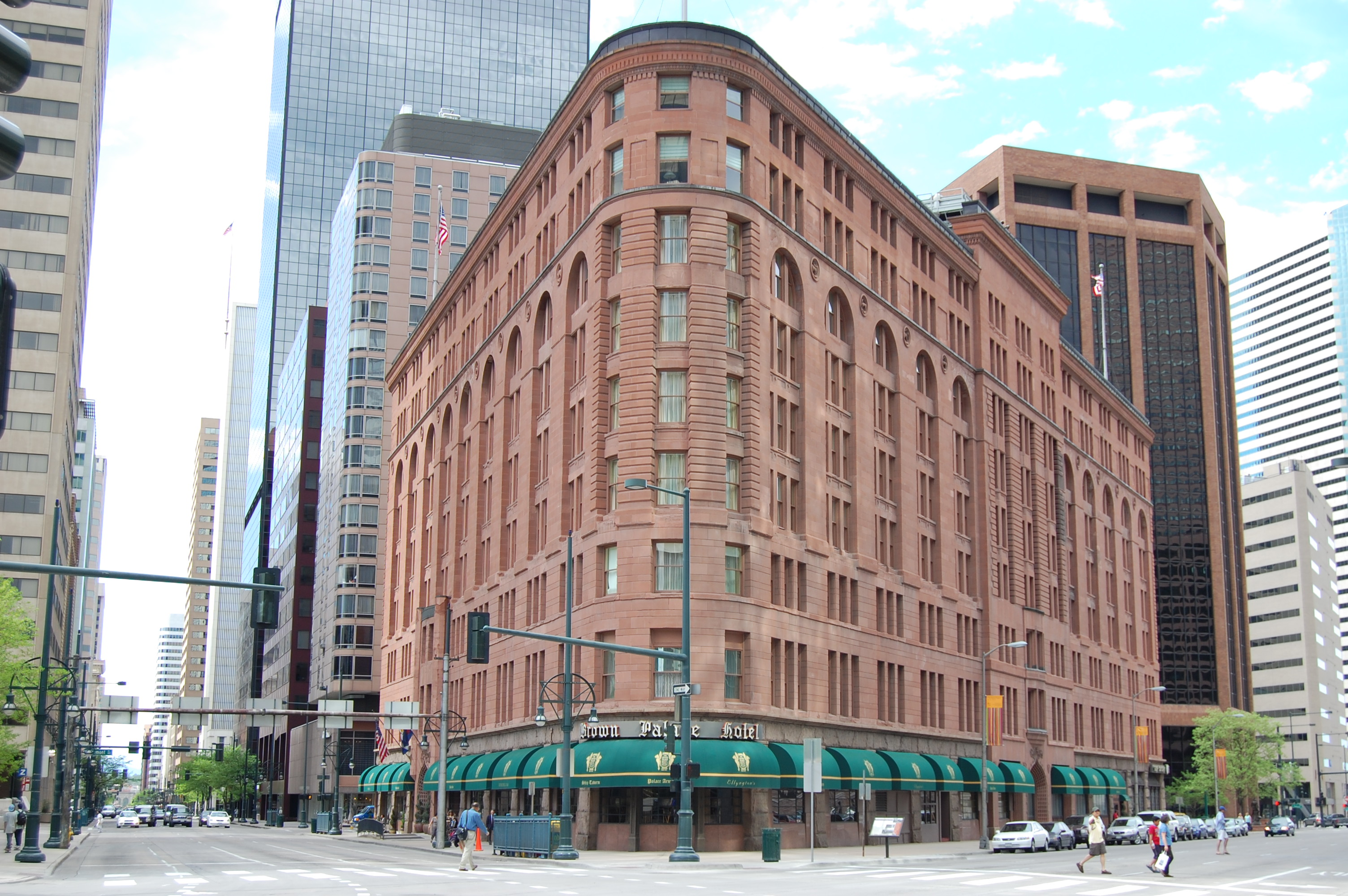
A Brown Palace Hotel

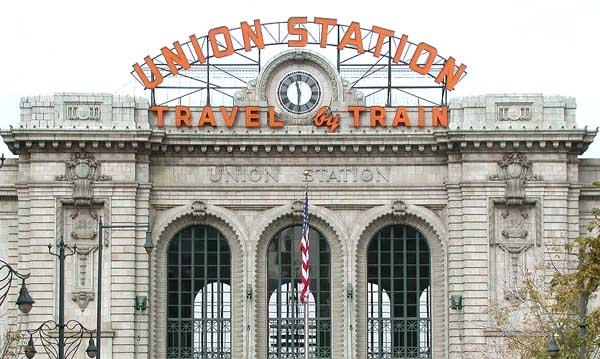
Union Station

- Avenue Theater-Hivatásos színház Denver belvárosában
- Black American West Museum (a nyugati és a denveri afroamerikaiak történelmét mutatja be)
- Brown Palace Hotel (rengeteg sztár szokott itt megszállni)
- Buckhorn Exchange (a város legöregebb étterme)
- A Szeplőtelen fogantatás bazilikája (II. János Pál pápa 1993-ban két szentmisét is bemutatott itt)
- Civic Center
- Közösségi Ház
- Állami Kapitólium
- Confluence Park
- D&F Tower
- Belvárosi Akvárium
- Szépművészeti Múzeum
- Botanikus kert
- Pénzverde
- Tűzoltómúzeum
- Természettudományi Múzeum
- Képzőművészeti Múzeum
- Nyilvános könyvtár
- Városi állatkert
- Dikeou Collection
- Ellie Caulkins Operaház
- Four Mile House
- Kirkland Museum of Fine & Decorative Art
- Molly Brown House (Molly Brown korábbi lakhelye)
- Red Rocks
- Richthofen Castle
- Elitch Gardens
- Tattered Cover (a város leghíresebb könyvesboltja)
- Sakura Square vagy "Tiny Tokyo"
- Union Station (a város vasútállomása)
- Wells Fargo Center

### Sport
Denverben számos sportág megtalálható, a legtöbbjük saját csapattal is rendelkezik; ideértve a négy legnagyobb államközi sportágat: az amerikaifutballt, a jégkorongot, a kosárlabdát és a baseballt. Denver nyerte el az 1976. évi téli olimpiai játékok rendezési jogát, de financiális okokból később visszalépett. Azóta hasonló rendezvény nem került megrendezésre a városban.
A város legnagyobb és legnevesebb csapatai:
- NFL: Denver Broncos
- MLB: Colorado Rockies
- NHL: Colorado Avalanche
- NBA: Denver Nuggets
- MLS: Colorado Rapids

|  |  |  |  |  |  |  |  |  |

## Denverben született
- Tim Allen

## Testvérvárosok
- Axum,  Etiópia
- Brest,  Franciaország
- Csennai,  India
- Cuernavaca,  Mexikó
- Karmiel,  Izrael
- Kunming,  Kína
- Nairobi,  Kenya
- Potenza,  Olaszország
- Takajama,  Japán
- Ulánbátor,  Mongólia

## Fordítás
- Ez a szócikk részben vagy egészben  a   Denver című angol Wikipédia-szócikk fordításán alapul.  Az eredeti cikk szerkesztőit annak laptörténete sorolja fel. Ez a jelzés csupán a megfogalmazás eredetét és a szerzői jogokat jelzi, nem szolgál a cikkben szereplő információk forrásmegjelöléseként.